# 卡恩斯縣 (德克薩斯州)
卡恩斯縣（英語：Karnes County）位美國德克薩斯州格蘭德河平原區的一個縣。面積1,952平方公里。根据美國2000年人口普查，共有人口15,446人。縣治卡恩斯城（Karnes City）。
成立於1854年2月4日，縣政府成立於2月27日。縣名紀念德州巡警、軍人亨利·W·卡恩斯。